# Ленинка (Ростовская область)
Ле́нинка — село в Зерноградском районе Ростовской области России.
Входит в состав Гуляй-Борисовского сельского поселения.

## География
Село расположено на правом берегу реки Куго-Еи (бассейн Еи), при впадении в неё реки Терновой.

### Улицы
| - ул. Зерновая, - ул. Мирная, - ул. Мостовая, - ул. Парковая, - ул. Просторная, - ул. Тенистая, - ул. Центральная, - ул. Шоссейная, - ул. Южная, | - пер. Батайский, - пер. Вишневый, - пер. Въездной, - пер. Октябрьский, - пер. Полевой, - пер. Складской, - пер. Тихий, - пер. Торговый. |

## Население
| 2010 |
| ---- |
| 230  |

### Известные люди
- В селе родился Брилёв, Тимофей Ефимович — Герой Советского Союза.
- Здесь жил и работал Зайцев, Пётр Иванович — Герой Социалистического Труда.